# جريج بيرلانتي
جريج بيرلانتي (بالإنجليزية: Greg Berlanti) (و. 1972  م) هو كاتب سيناريو، ومخرج أفلام، ومنتج أفلام، ومخرج تلفزيوني، ومنتج منفذ أمريكي، ولد في ري، بدأ مشواره المهني سنة 1998.

## التعليم
تعلم في جامعة نورث وسترن (حتى 1994).

## وصلات خارجية
- جريج بيرلانتي على موقع IMDb (الإنجليزية)
- جريج بيرلانتي على موقع ميتاكريتيك (الإنجليزية)
- جريج بيرلانتي على موقع روتن توميتوز (الإنجليزية)
- جريج بيرلانتي على موقع قاعدة بيانات الأفلام العربية
- جريج بيرلانتي على موقع ألو سيني (الفرنسية)
- جريج بيرلانتي على موقع تيرنر كلاسيك موفيز (الإنجليزية)
- جريج بيرلانتي على موقع أول موفي (الإنجليزية)
- جريج بيرلانتي على موقع بوكس أوفيس موجو (الإنجليزية)
- جريج بيرلانتي على موقع قاعدة بيانات الأفلام السويدية (السويدية)
- جريج بيرلانتي على موقع قاعدة بيانات الفيلم (الإنجليزية)